# 1758 au Canada
Pour un article plus général, voir Chronologie du Canada.
Cet article traite des événements qui se sont produits durant l'année 1758 au Canada.

## Événements

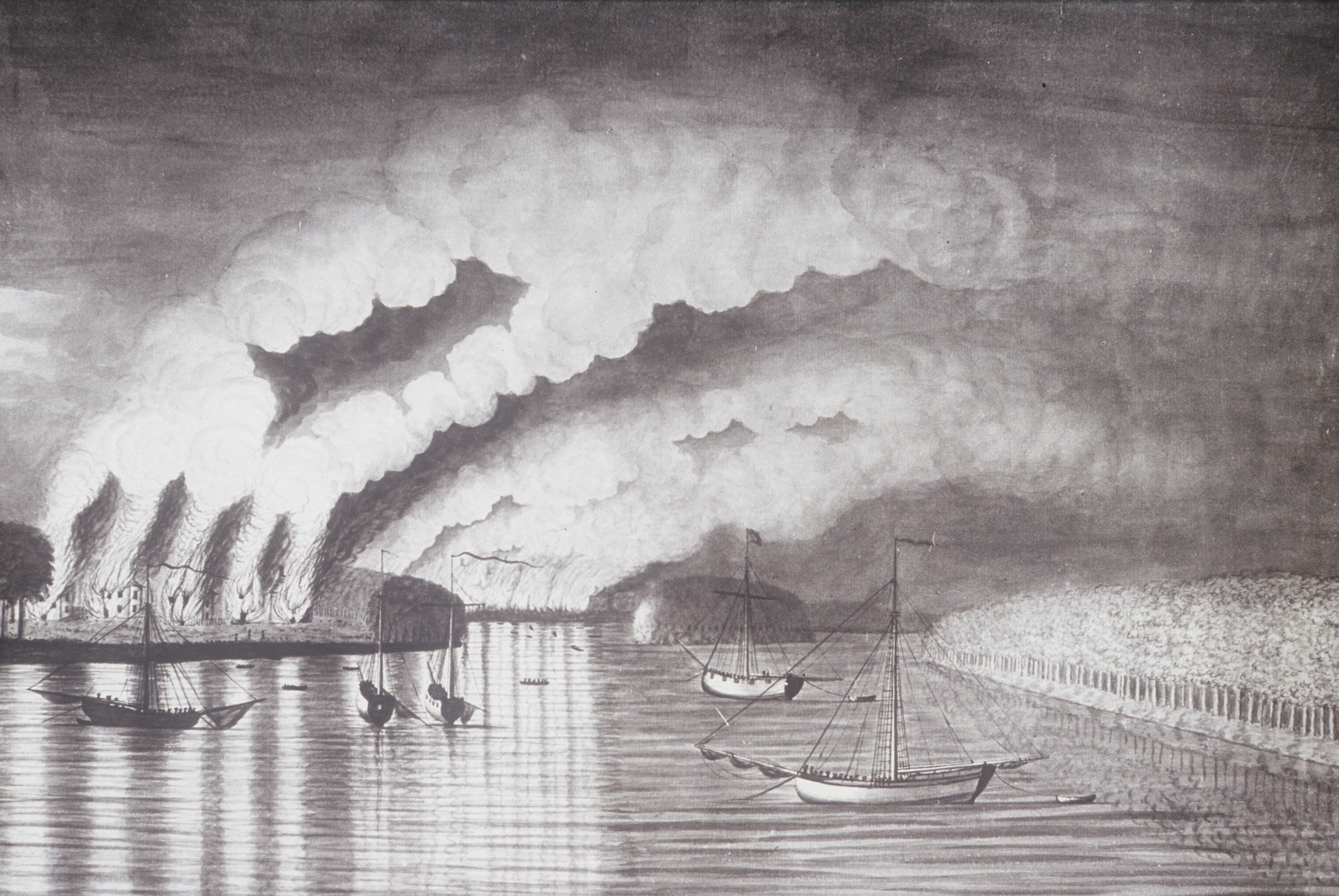
Une vue de l'incendie de Grimrose en Acadie, par Thomas Davies, 1758

- 13 mars : bataille en raquette près du lac George au sud du Lac Champlain. Victoire française contre les rangers de Robert Rogers[1].
- 6 juin : arrivée à Louisbourg du deuxième bataillon du Régiment de Cambis[2].
- 8 juin : début du siège de Louisbourg. Les Français capitulent le 26 juillet[3]. Les Anglais prennent la forteresse.

- 1er juillet : bataille du Cran, les Anglais défont les résistants acadiens[4].

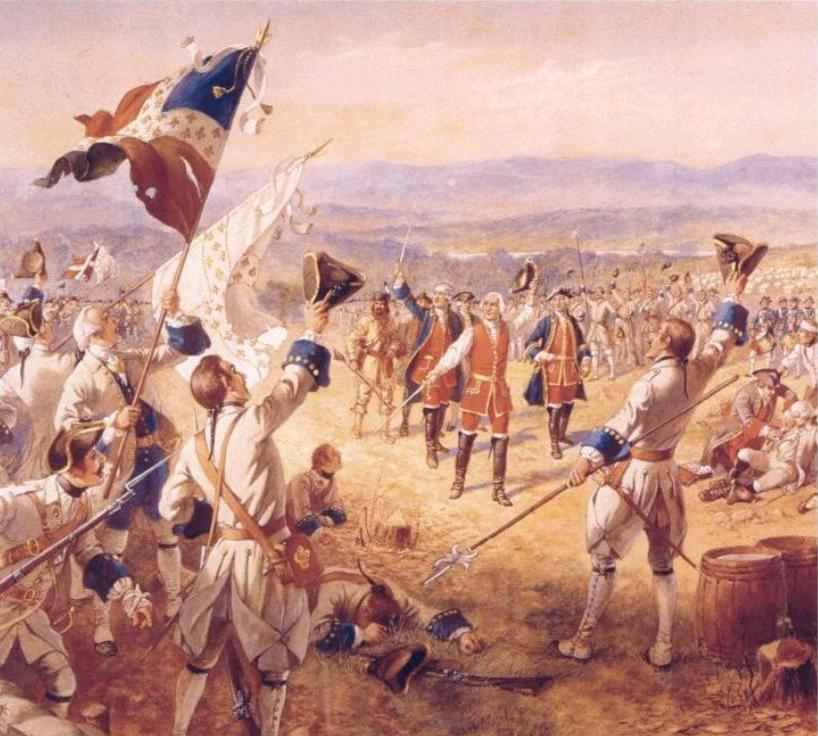
La victoire des troupes de Montcalm à Carillon par Henry Alexander Ogden

- 8 juillet : victoire française à la bataille de Fort Carillon[3]. Les troupes menées par Louis-Joseph de Montcalm repoussent les troupes britanniques commandées par James Abercrombie. Le Drapeau de Carillon est porté par des soldats canadiens lors de cette bataille[5]. Pour célébrer cette victoire, Étienne Marchand compose la chanson Carillon de la Nouvelle France[6].
- 21 juillet : les navires français Célèbre, Entreprenant, et Capricieux sont incendiés lors du siège de Louisbourg[7].
- 26 juillet : capture des navires Bienfaisant et Prudent. Louisbourg se rend aux Anglais, qui investissent la ville le 27 juillet[7].

- Août : 3 100 des 4 600 Acadiens établis sur l'Isle Saint-Jean sont déportés par les Anglais vers la France[8].

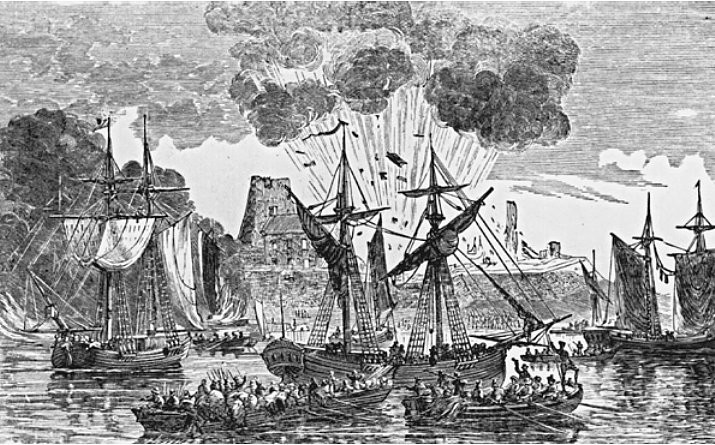
Bataille de Fort Frontenac

- 25 - 27 août : les troupes anglaises menées par John Bradstreet remportent une victoire sur les soldats français commandé par Pierre Pouchot de Maupas à la bataille de Fort Frontenac[9]. Une voie de communication entre les Grands lacs et Montréal est coupée. Les Français doivent maintenant passer par la Rivière Outaouais.

- 13-14 septembre : bataille de Fort Duquesne, les Anglais mené par John Forbes sont repoussés par une attaque surprise des Français mené par François-Marie Le Marchand de Lignery[10].
- 17-23 septembre : les établissements de pêche français en Gaspésie et près de Miramichi sont saccagés par l'armée anglaise[3]. Ils prennent ainsi le contrôle du Golfe du Saint-Laurent.

- 2 octobre : le gouvernement de la Nouvelle-Écosse tient à Halifax sa première Assemblée législative, élue à côté du gouverneur et du Conseil[11]. C'est la première séance de parlementarisme au Canada (voir Première assemblée générale de la Nouvelle-Écosse (en))
- 11-26 octobre : conférence et traité d'Easton entre les britanniques et plusieurs tribus amérindiennes dans la vallée de l'Ohio. Plusieurs tribus jusqu'à maintenant alliés aux français vont les abandonner[12]. Cela va permettre aux britanniques de reprendre l'offensive vers Fort Duquesne.
- 12 octobre : bataille de Fort Ligonier. Les français échouent de prendre aux anglais ce fort en construction près de Fort Duquesne[13].

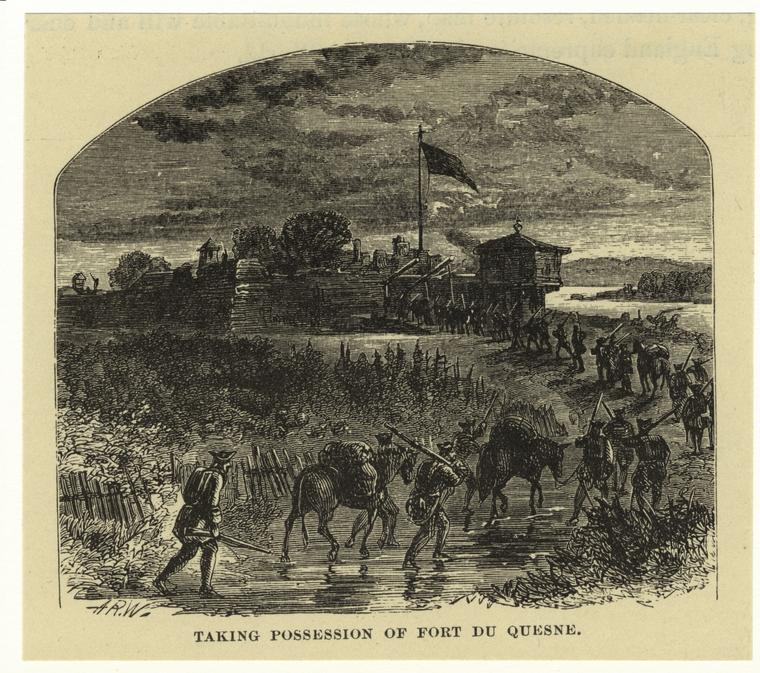
Entrée des anglais à Fort Duquesne.

- 25 novembre : les Français abandonnent le fort Duquesne et les Anglais en prennent possession. La place est renommée Pittsburgh[13].
- 12-16 décembre : les navires anglais Violet, Duke William et le Ruby transportant des prisonniers acadiens de l'Île Saint-Jean coulent dans l'Atlantique faisant des centaines de morts[14].

- Charles-René Dejordy de Villebon devient le dernier commandant des forts de l'ouest[15]. Il succède aux La Vérendrye.
- Pierre-Philippe Potier rédige le livre Façons de parler proverbiales, triviales, figurées, etc. des Canadiens au XVIIIe siècle qui est une compilation sur le parler des canadiens français observés depuis 1743.

## Naissances
- 3 avril : André Grasset de Saint-Sauveur, fils, prêtre massacré durant la révolution française († 2 septembre 1792).
- 14 août : Pierre-Ignace Aubert de Gaspé (homme politique) († 13 février 1823).
- 25 novembre : Pierre-Amable de Bonne, seigneur, juge et politicien († 6 septembre 1816).

## Décès
- 17 mars : Armand de La Richardie : missionnaire jésuite (° 7 juin 1686).
- 13 décembre : Noël Doiron, chef acadien (° 1684).